# Copa Asiática 1964
La III Copa Asiática de fútbol se llevó a cabo entre el 26 de mayo y el 3 de junio de 1964 en Israel. El torneo fue organizado por la Confederación Asiática de Fútbol.

## Sedes
| Ramat Gan         | Haifa                  | Ramat Gan Haifa Tel Aviv Jerusalem | Tel Aviv           | Jerusalem                 |
| ----------------- | ---------------------- | ---------------------------------- | ------------------ | ------------------------- |
| Ramat Gan Stadium | Kiryat Eliezer Stadium | Ramat Gan Haifa Tel Aviv Jerusalem | Bloomfield Stadium | Hebrew University Stadium |
| Capacidad: 51,000 | Capacidad: 17,000      | Ramat Gan Haifa Tel Aviv Jerusalem | Capacidad: 22,000  | Capacidad: 16,000         |
|                   |                        | Ramat Gan Haifa Tel Aviv Jerusalem |                    |                           |

## Clasificación
- Israel clasificó automáticamente como país organizador.
- Corea del Sur clasificó automáticamente como campeón vigente.

N1  Israel
 Corea del Sur
 Tailandia
 India
 Irán
 Tailandia
 Pakistán
 Japón
N2  Bangladés
 Filipinas
 Sri Lanka
 Vietnam del Sur
 Hong Kong
 Federación Malaya
 China Taipéi
 Birmania

### Grupo 1
| Fecha                   | Lugar  |                   |  | Resultado |  |                   |
| ----------------------- | ------ | ----------------- |  | --------- |  | ----------------- |
| 7 de diciembre de 1963  | Saigón | Hong Kong         |  | 3:3       |  | Tailandia         |
| 7 de diciembre de 1963  | Saigón | Vietnam del Sur   |  | 5:3       |  | Federación Malaya |
| 11 de diciembre de 1963 | Saigón | Federación Malaya |  | 3:1       |  | Tailandia         |
| 11 de diciembre de 1963 | Saigón | Vietnam del Sur   |  | 1:4       |  | Hong Kong         |
| 14 de diciembre de 1963 | Saigón | Hong Kong         |  | 4:3       |  | Federación Malaya |
| 14 de diciembre de 1963 | Saigón | Vietnam del Sur   |  | 3:0       |  | Tailandia         |

## Equipos participantes
En cursiva, los equipos debutantes.
| Equipos participantes | Equipos participantes | Equipos participantes | Equipos participantes |
| --------------------- | --------------------- | --------------------- | --------------------- |
| Corea del Sur         | Hong Kong             | India                 | Israel                |

## Resultados
| Equipo        | Pts | PJ | PG | PE | PP | GF | GC | Dif |
| ------------- | --- | -- | -- | -- | -- | -- | -- | --- |
| Israel        | 6   | 3  | 3  | 0  | 0  | 5  | 1  | +4  |
| India         | 4   | 3  | 2  | 0  | 1  | 5  | 3  | +2  |
| Corea del Sur | 2   | 3  | 1  | 0  | 2  | 2  | 4  | −2  |
| Hong Kong     | 0   | 3  | 0  | 0  | 3  | 1  | 5  | −4  |

| 26 de mayo de 1964, 16:30 | Israel       | 1:0 (0:0) | Hong Kong | Ramat Gan Stadium, Ramat Gan                                       |                                                                    |
|                           | Spiegler 76' |           |           | Asistencia: 25.000 espectadores Árbitro(s): Patrick Nice (Malasia) | Asistencia: 25.000 espectadores Árbitro(s): Patrick Nice (Malasia) |

| 27 de mayo de 1964, 16:30 | Corea del Sur | 0:2 (0:1) | India                       | Kiryat Eliezer Stadium, Haifa                                    |                                                                  |
|                           |               |           | K. Appalaraju 2' · I. Singh | Asistencia: 7.000 espectadores Árbitro(s): Davoud Nassiri (Irán) | Asistencia: 7.000 espectadores Árbitro(s): Davoud Nassiri (Irán) |

| 29 de mayo de 1964, 16:00 | Israel                            | 2:0 (1:0) | India | Bloomfield Stadium, Tel Aviv                                      |                                                                   |
|                           | Spiegler 29' (pen.) · Aharoni 76' |           |       | Asistencia: 20.000 espectadores Árbitro(s): Li Pak Tung (Malasia) | Asistencia: 20.000 espectadores Árbitro(s): Li Pak Tung (Malasia) |

| 31 de mayo de 1964, 16:00 | Corea del Sur     | 1:0 (0:0) | Hong Kong | Hebrew University Stadium, Jerusalén                                      |                                                                           |
|                           | Park Seung-ok 74' |           |           | Asistencia: 7.000 espectadores Árbitro(s): Pisit Ngarampanich (Tailandia) | Asistencia: 7.000 espectadores Árbitro(s): Pisit Ngarampanich (Tailandia) |

| 2 de junio de 1964, 16:30 | India                                       | 3:1 (1:1) | Hong Kong           | Bloomfield Stadium, Tel Aviv                                      |                                                                   |
|                           | I. Singh 45' · Samajapati 60' · Goswami 77' |           | Cheung Yiu Kwok 39' | Asistencia: 5.000 espectadores Árbitro(s): Patrick Nice (Malasia) | Asistencia: 5.000 espectadores Árbitro(s): Patrick Nice (Malasia) |

| 3 de junio de 1964, 16:00 | Corea del Sur     | 1:2 (0:2) | Israel              | Ramat Gan Stadium, Ramat Gan                                      |                                                                   |
|                           | Huh Yoon-Jung 79' |           | Leon 20' · Tish 38' | Asistencia: 35.000 espectadores Árbitro(s): Davoud Nassiri (Irán) | Asistencia: 35.000 espectadores Árbitro(s): Davoud Nassiri (Irán) |

|                            |
| Bandera de Israel          |
| Campeón Israel 1.er título |

## Goleadores
2 goles
- Inder Singh
- Mordechai Spiegler

1 gol
- Cheung Yiu Kwok
- K. Appalaraju
- Chuni Goswami
- Sukumar Samajpati
- Yohai Aharoni
- Moshe Leon
- Gideon Tish
- Park Seoung-ok
- Lee Soon-Myung